# Thalassosmittia pacifica
Thalassosmittia pacifica är en tvåvingeart som först beskrevs av Saunders 1928.  Thalassosmittia pacifica ingår i släktet Thalassosmittia och familjen fjädermyggor. Inga underarter finns listade i Catalogue of Life.